# Bad Eilsen
Bad Eilsen is een gemeente in de Duitse deelstaat Nedersaksen. De gemeente maakt, als zetel van het bestuur daarvan, deel uit van de Samtgemeinde Eilsen in de Landkreis Schaumburg. Bad Eilsen is een kuuroord.
Bad Eilsen telt 2.551 inwoners.

## Ligging en infrastructuur

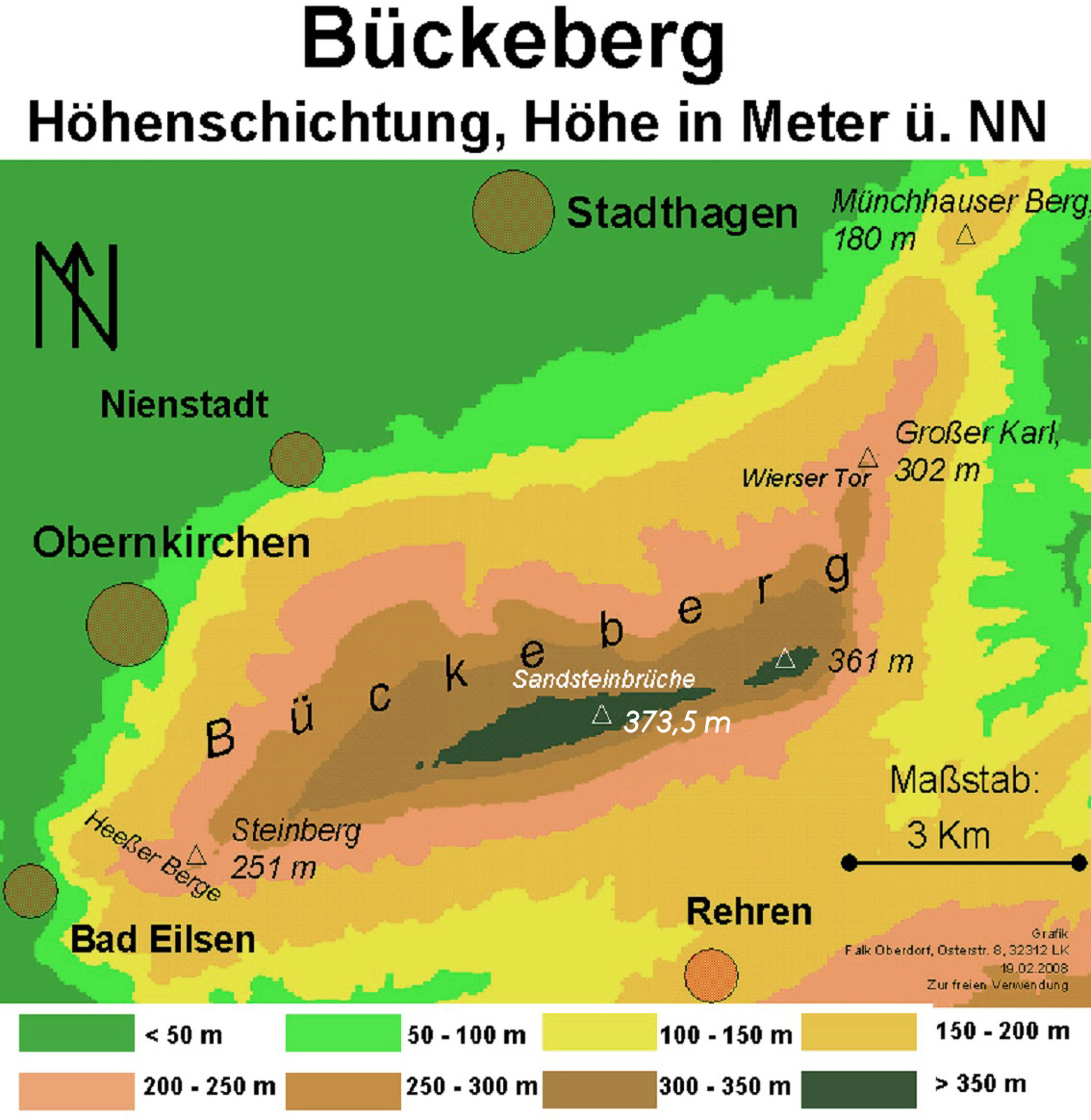
De heuvelrug Bückeberg
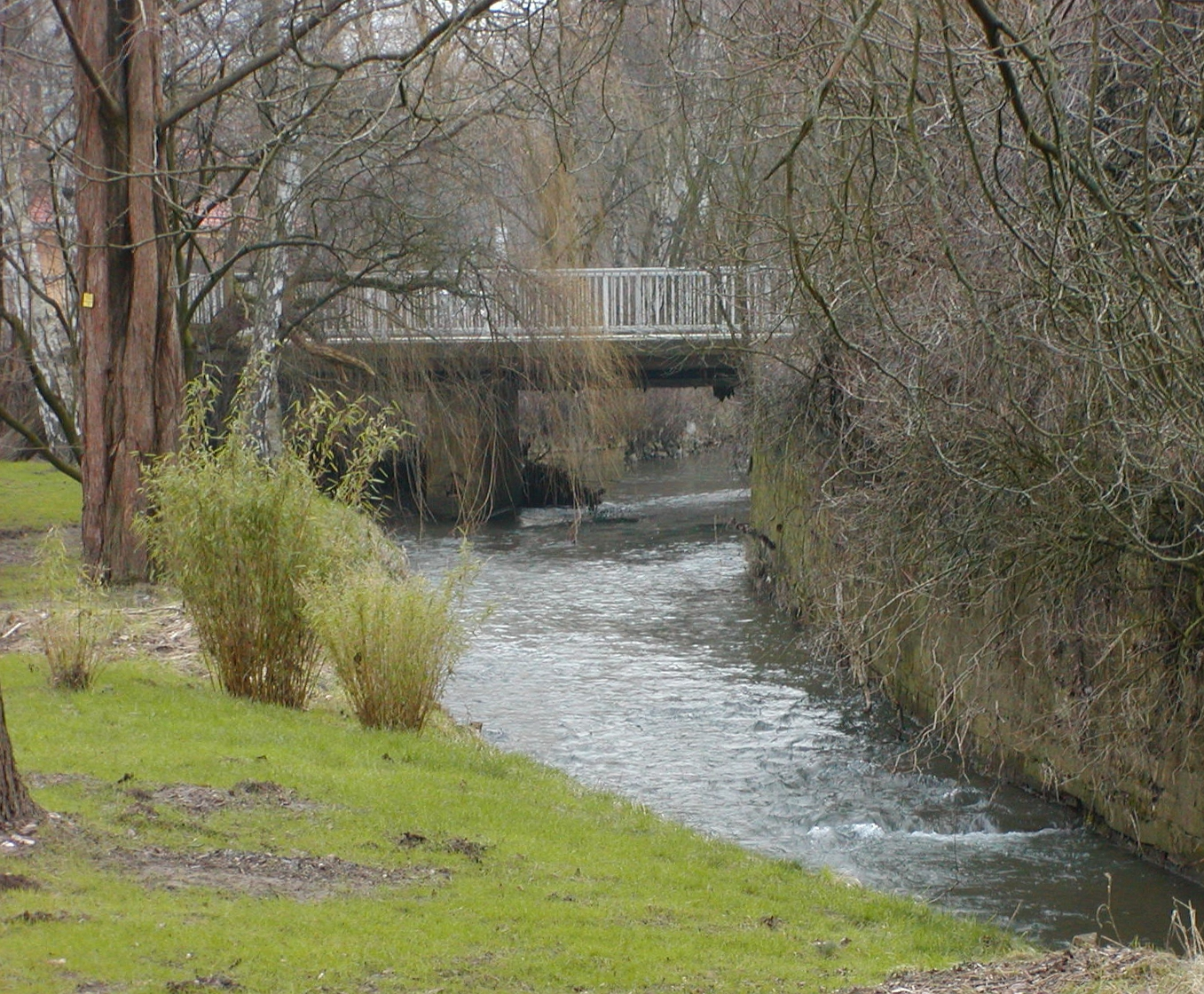
De Aue in het kuurpark van Bad Eilsen
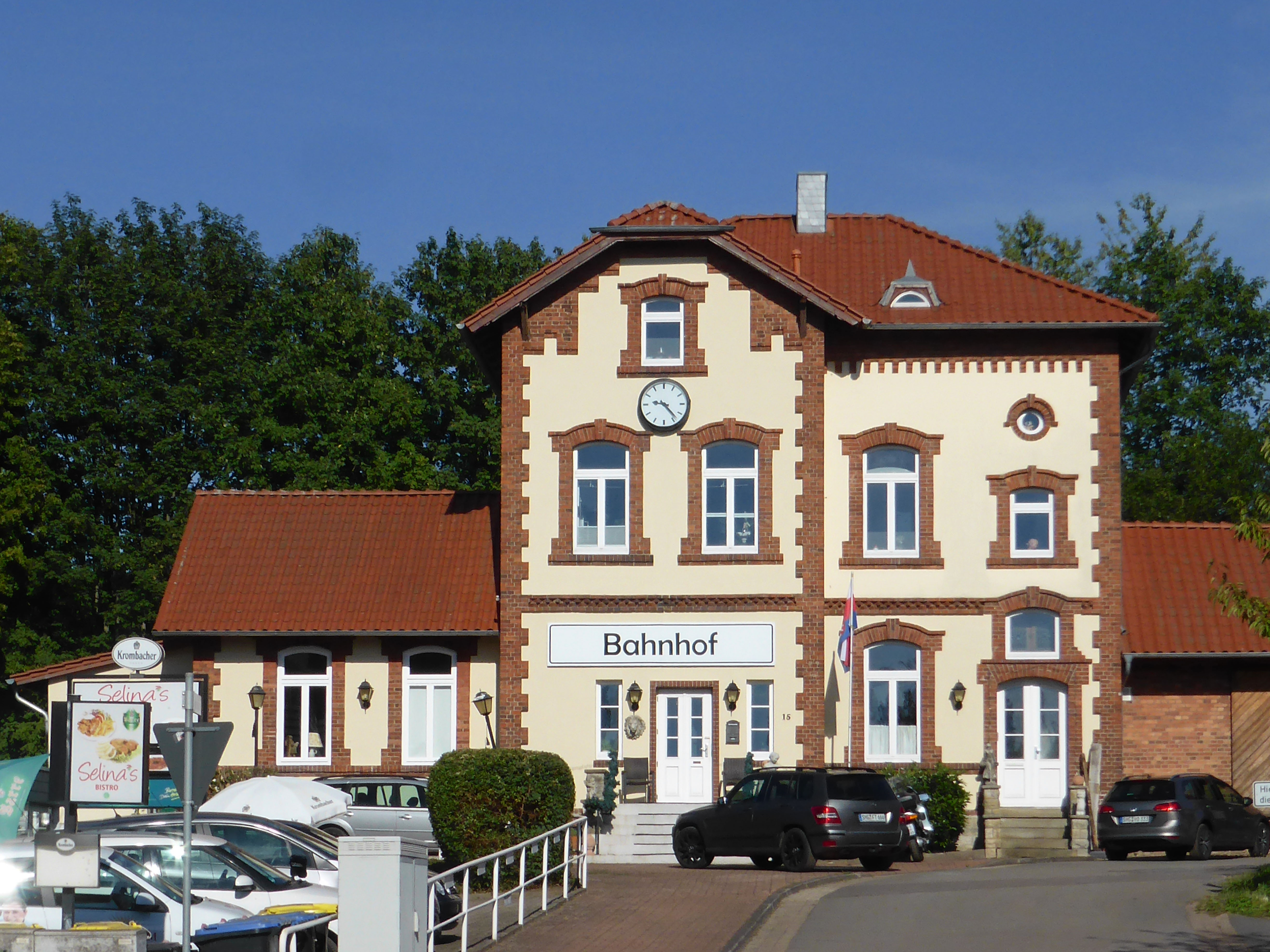
Station Bad Eilsen

Bad Eilsen ligt te midden van tot het Wezerbergland behorende heuvelruggen, waaronder de Bückeberg ten oosten van de plaats. Ten westen van Bad Eilsen ligt een beboste heuvel met de naam Harrl. Door de gemeente stroomt de Aue, een zijrivier van de Wezer.

### Infrastructuur
Ten zuiden van de gemeente loopt, in west-oost-richting, de autosnelweg A2. Afrit 35 van deze Autobahn ligt vlakbij Luhden; de Autobahn kruist hier de van noordwest naar zuidoost lopende Bundesstraße 83 of B83. Ten noordwesten van Bad Eilsen, in Bückeburg, takt deze B83 van de oost-westverbinding B65 af.
Door de gemeente loopt sinds 1900 een spoorlijn, die tot 1961 belangrijk was voor met name transport van gedolven steenkool uit mijnen bij Obernkirchen. Deze 20 km lange spoorlijn Rinteln-Stadthagen wordt sinds 1965 niet meer voor regulier reizigersvervoer gebruikt. Het is een goederen- en museumspoorlijn. Twee verschillende organisaties, waarvan er één over een stoomtrein beschikt (Dampfeisenbahn), verzorgen van tijd tot tijd toeristische ritten, waarbij ook het station van Bad Eilsen wordt aangedaan. Dichtbij dit station is verder een halteplaats voor bussen, waaronder streekbussen naar Rinteln, Stadthagen en Bückeburg. Vanuit Station Rinteln of Station Stadthagen kan men dan verder per trein reizen.

### Buurgemeentes
- In het noorden: Ahnsen
- In het westen: Bückeburg
- In het oosten: Obernkirchen
- In het zuiden: Luhden en Heeßen.

## Economie
De gemeentelijke economie steunt vooral op het toerisme, vanwege het natuurschoon in het omliggende heuvelland, en het kuurbedrijf. Verder is er een opleidingsinstituut voor belastingambtenaren van de deelstaat Nedersaksen gevestigd. Dit is gelieerd aan een soortgelijk instituut te Rinteln, waar hoger gekwalificeerde ambtenaren en accountants worden opgeleid dan te Bad Eilsen.

## Geschiedenis

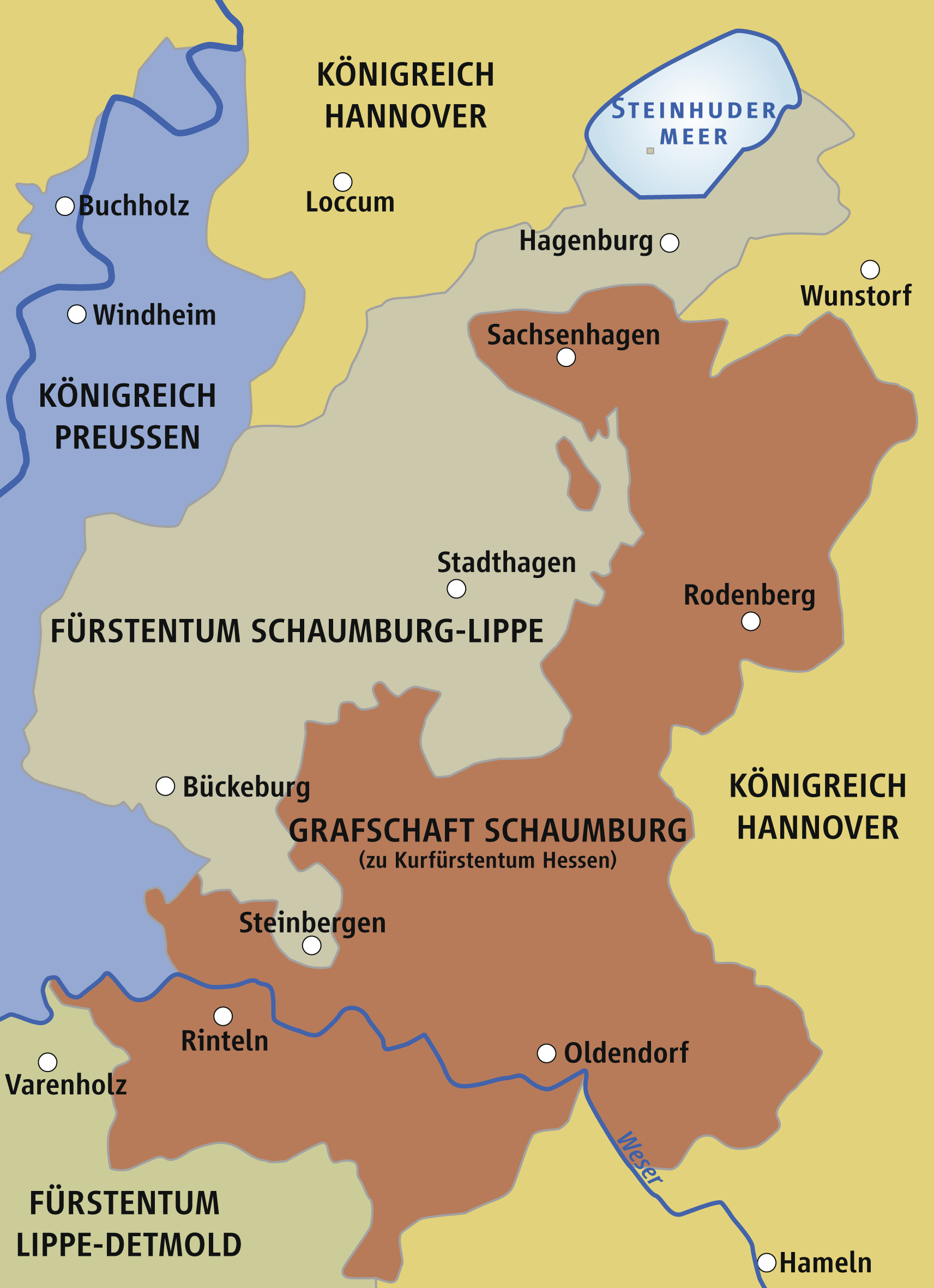
Graafschappen Schaumburg-Lippe bij de deling in 1640

De in de Samtgemeinde Eilsen liggende plaatsen behoorden in de 16e en 17e eeuw oorspronkelijk tot het Graafschap Schaumburg, en werd bij de deling daarvan in 1640 toegewezen aan het Graafschap Schaumburg-Lippe. Deze situatie duurde tot aan de Napoleontische tijd.
Bad Eilsen zelf bevindt zich op een plek, waar als geneeskrachtig beschouwde, zwavelhoudende bronnen aanwezig zijn. De bronnen hebben vanwege de zwavellucht eeuwenlang de bijnaam Stinkequellen gehad. Ten minste reeds vanaf de periode van de Romeinen bezochten mensen van tijd tot tijd deze bronnen, om er genezing van allerlei ziekten, o.a. jicht, reuma en huidaandoeningen, te zoeken.
In 1033 wordt het dorp als Eildissum voor het eerst in een document vermeld. Sinds de Reformatie in de 16e eeuw zijn de meeste christenen in de gemeente evangelisch-luthers.
De tweede echtgenote van graaf Filips II Ernst van Schaumburg-Lippe, de in 1761 te Zutphen geboren Juliana van Hessen-Philippsthal, begon in 1794 met de ontwikkeling van het huidige kuuroord. Rond 1802 werd het Heilbad geopend voor de kuurgasten. De plaats concurreerde niet zonder succes met het naburige Bad Nenndorf. In 1808 werd vergunning voor een casino (Spielbank) verleend. Er werden onder andere de hazardspelen pharo en rouge et noir gespeeld. Eind 1848 moest deze lucratieve Spielbank op grond van een geheel Duitsland beslaand wettelijk verbod op dergelijke kansspelen de activiteiten beëindigen. Het chique kuuroord had onder zijn gasten beroemde schrijvers en muziekkunstenaars, zoals Franz Liszt, Richard Tauber en Gerhart Hauptmann. Na een teruggang in de periode 1850-1918 werd het kuuroord nieuw leven ingeblazen door de bouw van een paleisachtig luxehotel, de Fürstenhof,  en een eigen spoorlijntje naar Rinteln en Stadthagen. Vóór de Tweede Wereldoorlog waren de kuurinrichtingen eigendom van prins Walraad van Schaumburg-Lippe (1887-1962), die een aanhanger van Adolf Hitlers nationaalsocialisme was. De prins verpachtte gedurende de oorlog de kuurinrichtingen aan de Duitse vliegtuigfabrikant Focke-Wulf, die er barakken liet bouwen om te Bad Eilsen vliegtuigen te bouwen. Na de oorlog waren deze barakken enige tijd in gebruik bij de Britse Royal Air Force. In 1957 verkocht prins Walraad de, in vervallen staat geraakte, kuurfaciliteiten aan een verzekeringsmaatschappij van de overheid; de eigendomsoverdracht was in 1961 afgerond. Deze maatschappij is sedert 2005 bekend als de Deutsche Rentenversicherung Braunschweig-Hannover te Laatzen, die in de deelstaat Nedersaksen de sociale verzekeringswetten uitvoert. Zij is nog altijd eigenaresse van de kuurinrichtingen, waaronder een ziekenhuis voor orthopedie. In 1971 verkreeg Bad Eilsen het predicaat Staatliches Heilbad.

## Bezienswaardigheden, toerisme

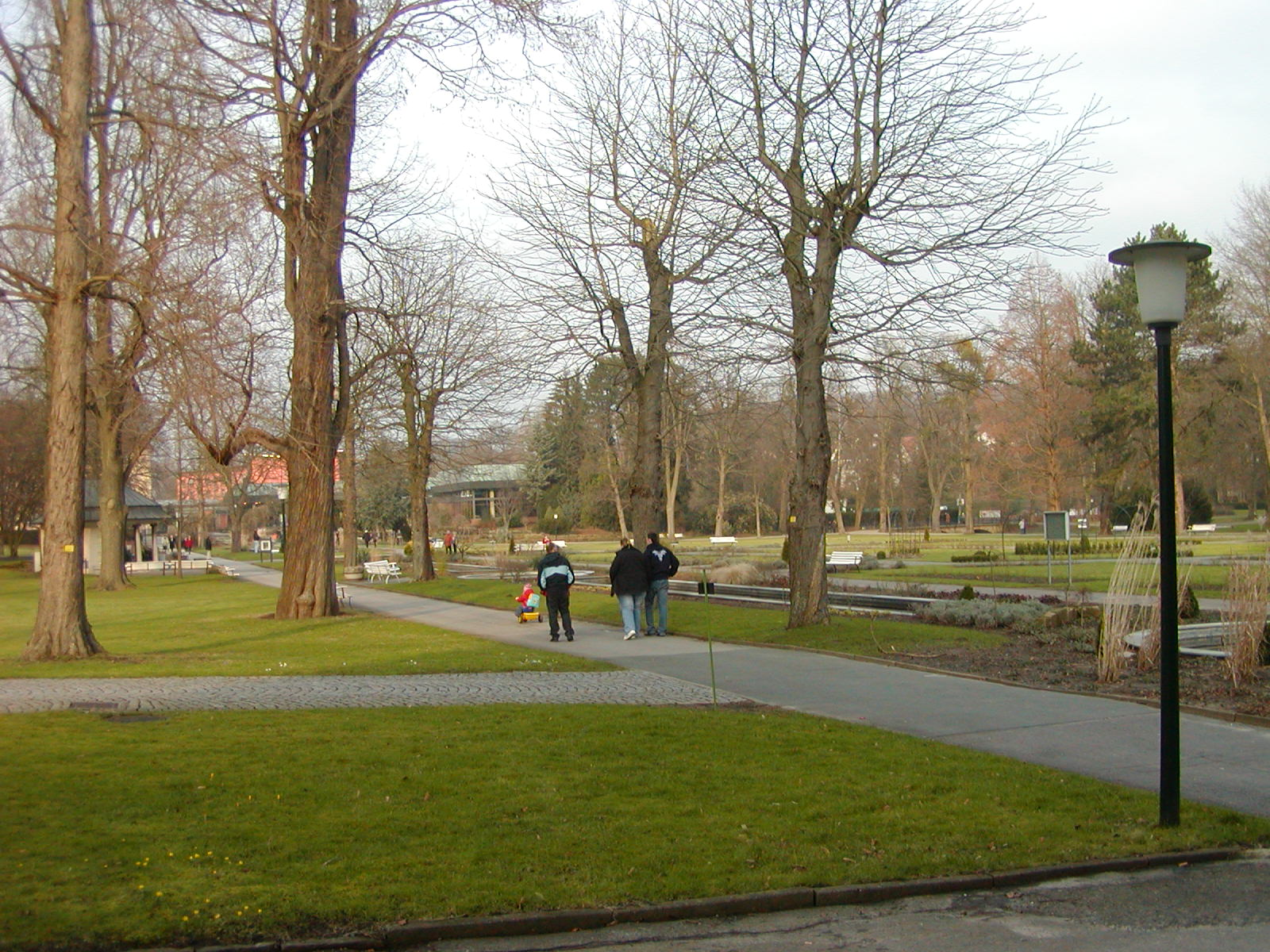
In het kuurpark
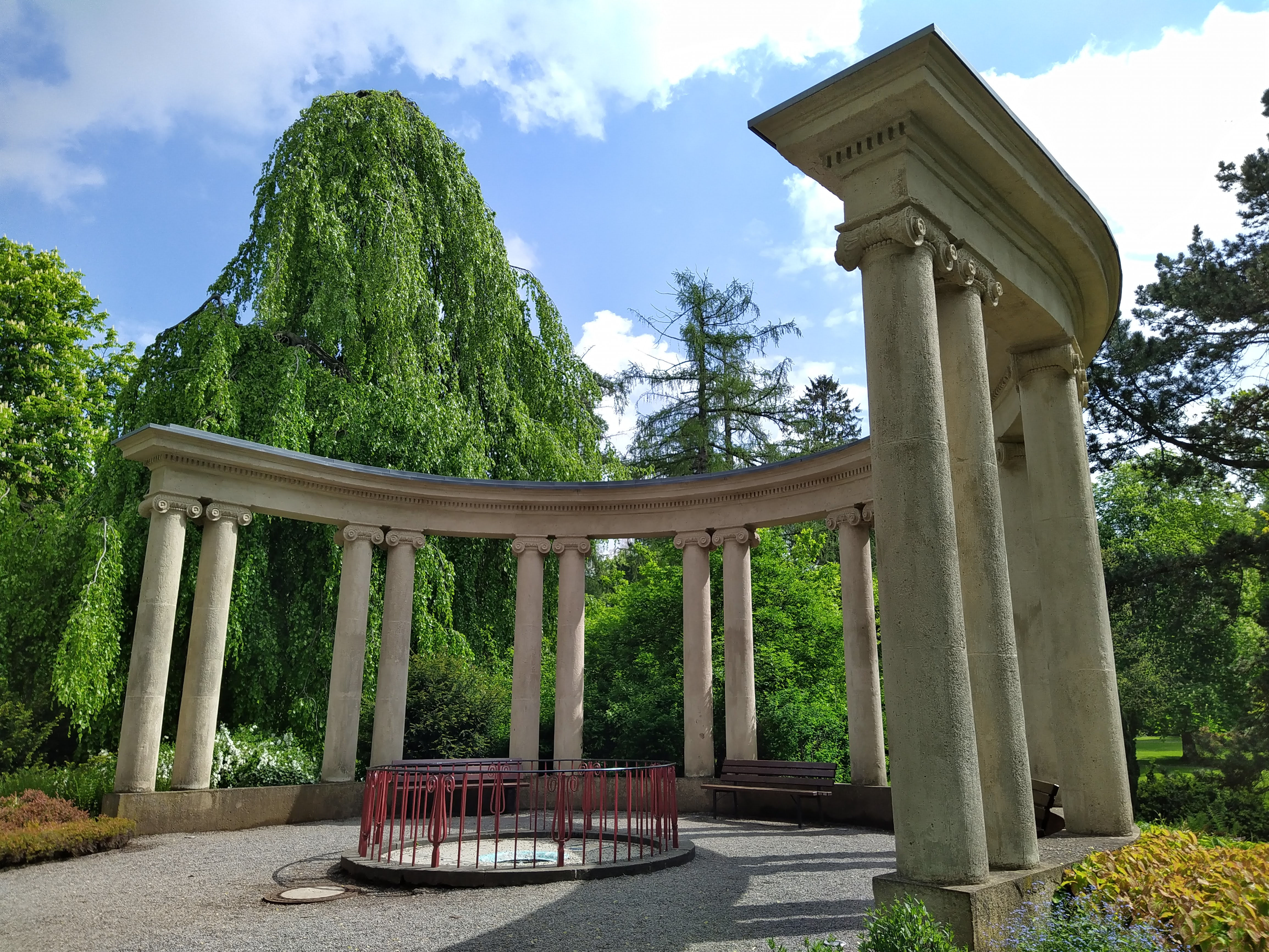
Bron met zuilengang in het kuurpark
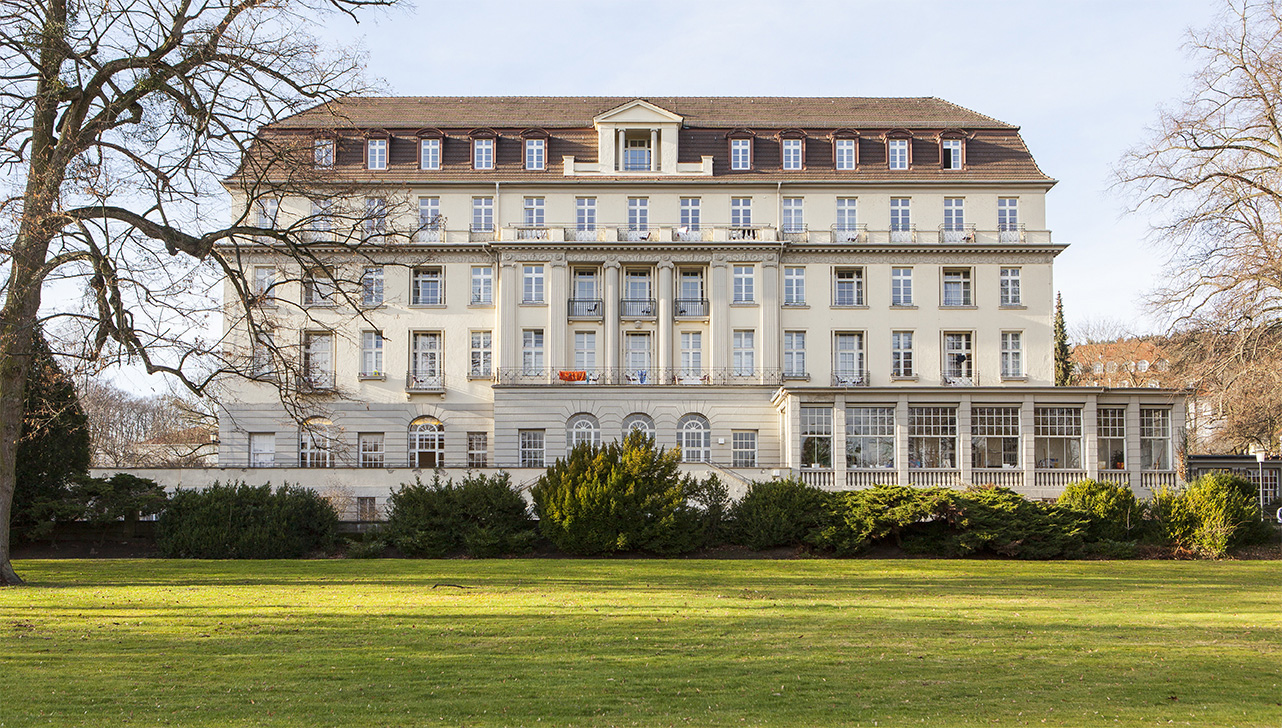
De Fürstenhof
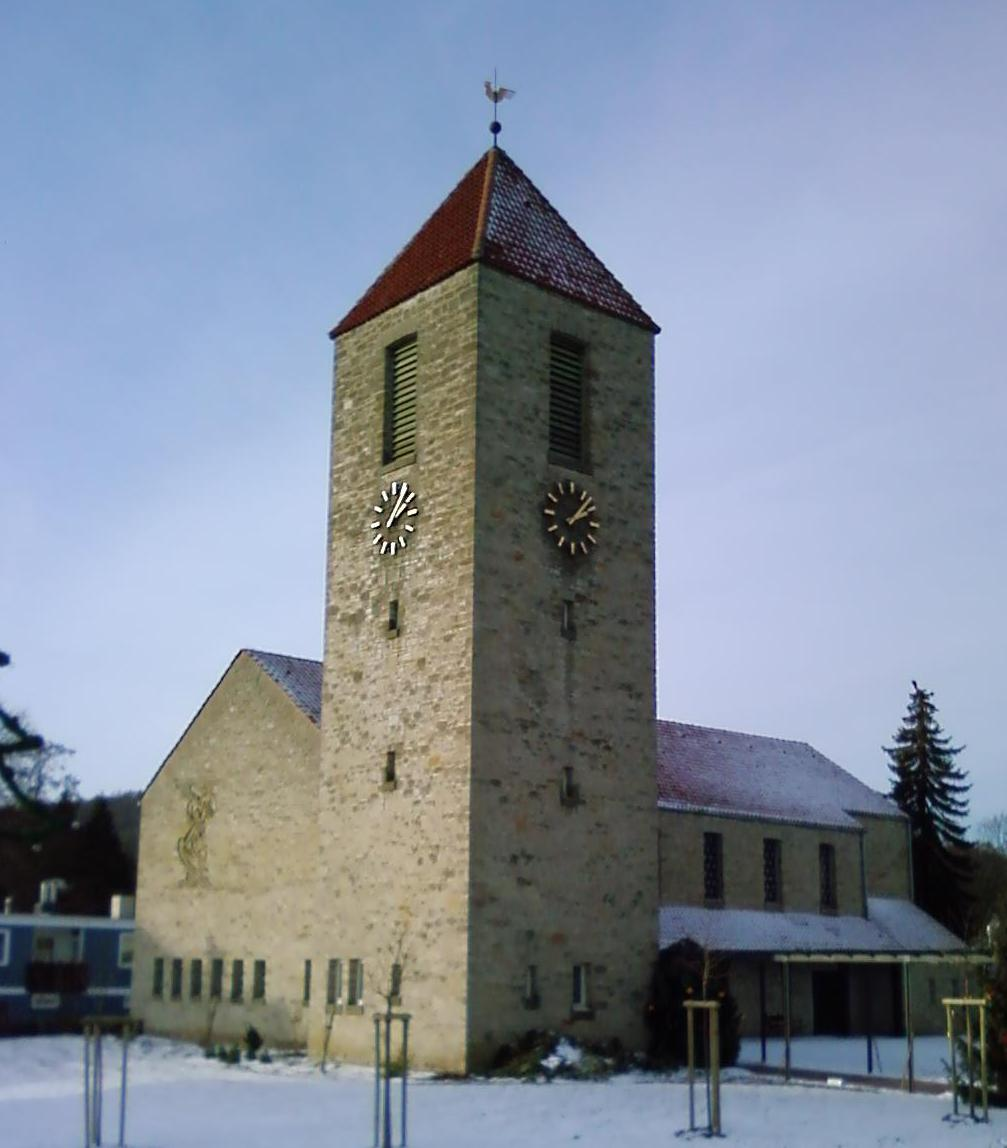
Evang.-lutherse Christuskerk

- Het fraaie Kurpark met rosarium
- Het natuurschoon in het omringende Wezerbergland met vele wandel- en fietsmogelijkheden
- Toeristische ritten over de museumspoorlijn (er zijn twee organisaties, die deze uitvoeren)